# هایاشی گاکوسای
هایاشی گاکوسای (به ژاپنی: 林 学斎 Hayashi Gakusai)؛ 1833 – 1906) ، عضو فرهنگستان، نویسنده نئوکنفوسیونیسم، دیپلمات اهل ژاپن بود.